# Chiesa di San Giacomo Maggiore (Compiano)
La chiesa di San Giacomo Maggiore è un luogo di culto cattolico dalle forme tardo-barocche situato al centro della località di Cereseto, frazione di Compiano, in provincia di Parma e diocesi di Piacenza-Bobbio; è sede di una parrocchia compresa nel vicariato della Val Taro e Val Ceno.

## Storia
Il luogo di culto originario, dipendente dalla pieve di Campi, fu edificato probabilmente nel XIV secolo.
La chiesa fu ricostruita nel 1899 e riconsacrata solennemente nel luglio dell'anno seguente.
Nel 1998 gli interni furono decorati con affreschi dal pittore pontremolese Tiziano Triani.

## Descrizione

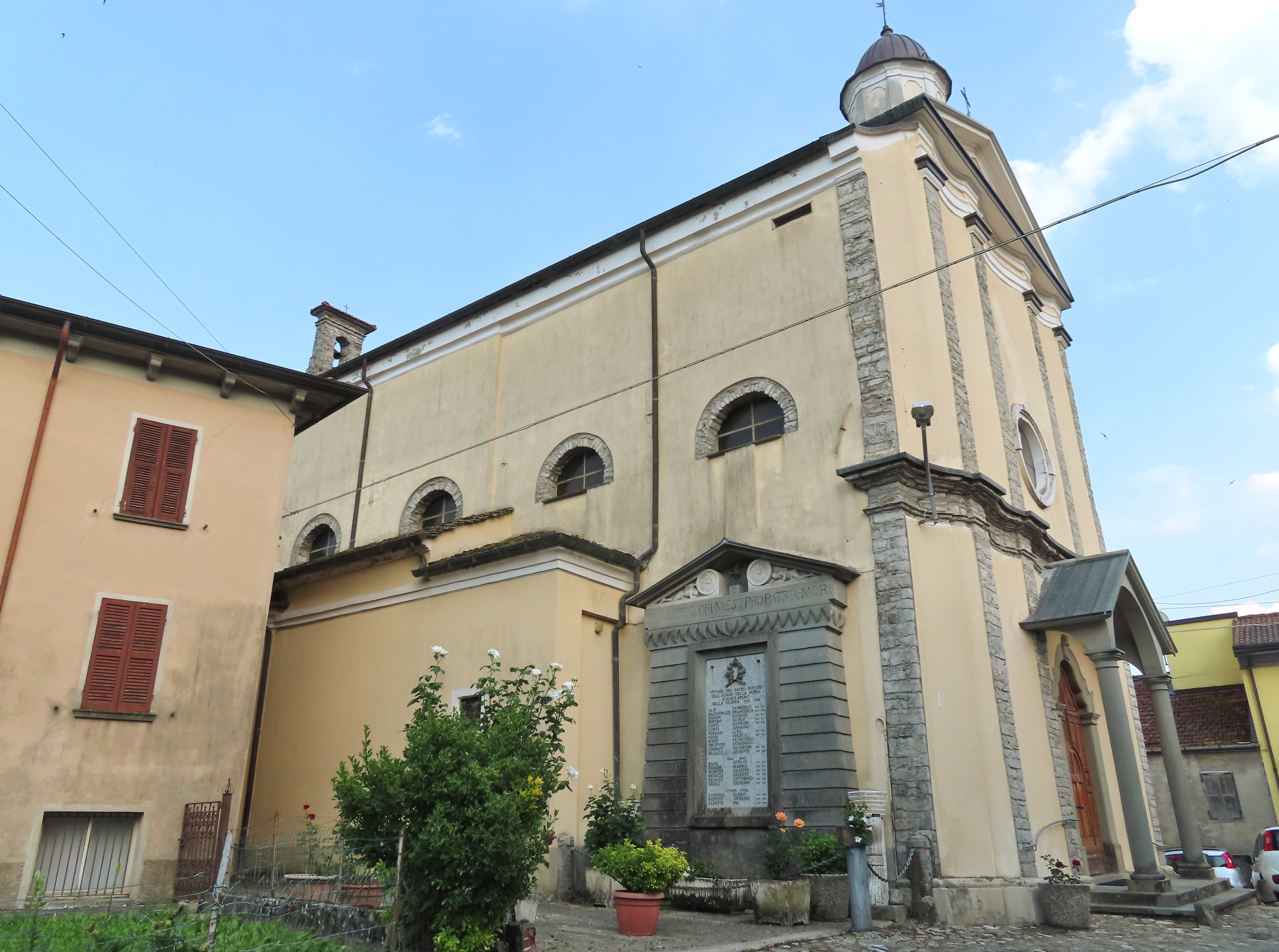
Facciata e lato nord

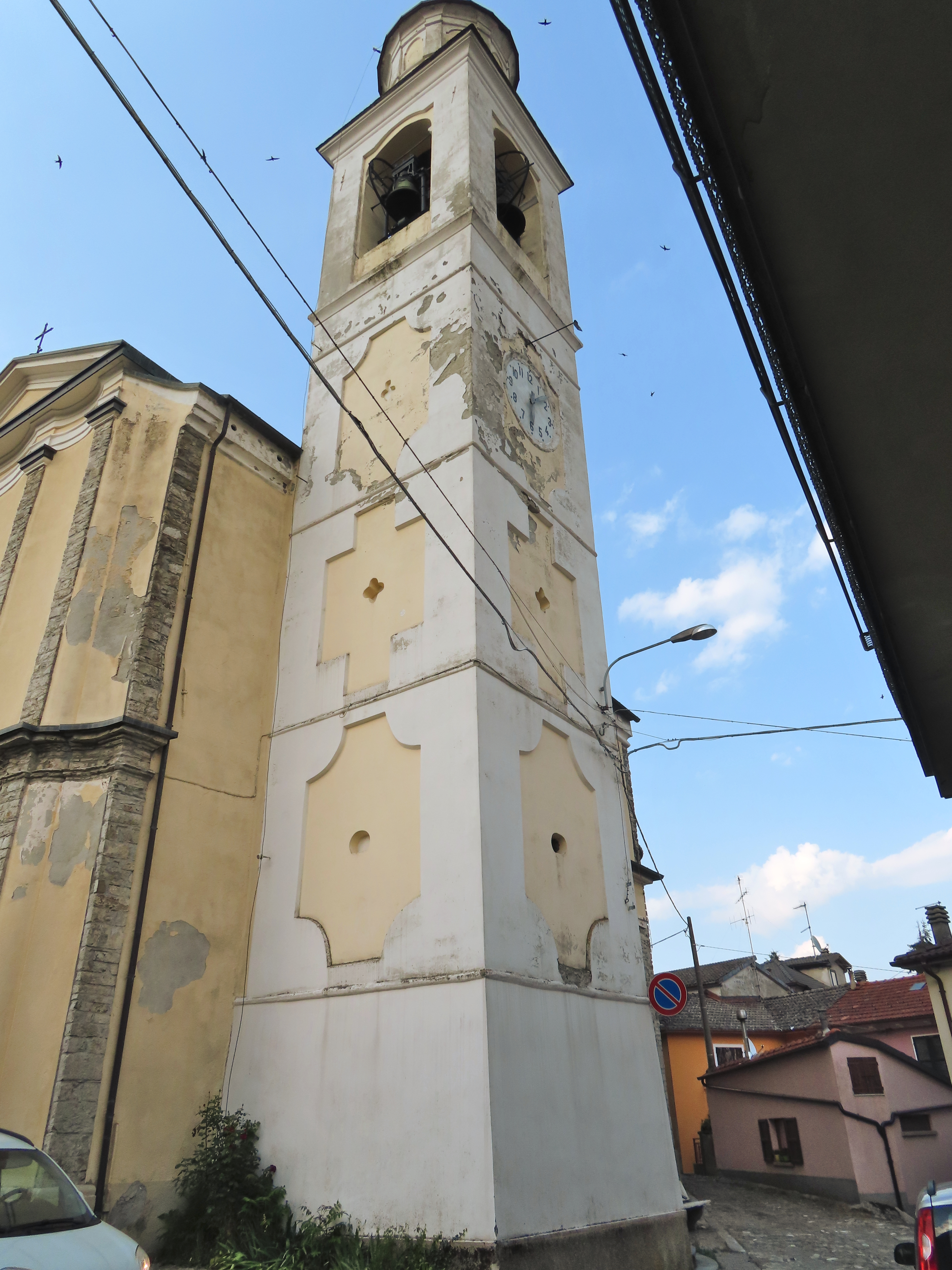
Campanile

La chiesa si sviluppa su una pianta a navata unica affiancata da tre cappelle su ogni lato, con ingresso a ovest e presbiterio absidato a est.
L'alta e simmetrica facciata a capanna, intonacata, è bipartita orizzontalmente da un cornicione modanato in rilievo e scandita verticalmente in cinque parti concave da un doppio ordine di quattro lesene in pietra coronate da capitelli dorici. Inferiormente l'ampio portale d'ingresso centrale ad arco mistilineo, delimitato da piedritti e cornice modanata, è preceduto da un protiro ad arco a tutto sesto, retto da due colonne in pietra con capitelli dorici. Superiormente si apre nel mezzo un rosone con cornice in rilievo. In sommità si staglia il frontone triangolare di coronamento.
Sulla destra si innalza il campanile intonacato, suddiviso da sottili fasce marcapiano in quattro ordini decorati con specchiature cruciformi; la cella campanaria si affaccia sui quattro lati attraverso monofore ad arco ribassato, delimitate da lesene; in sommità si eleva la lanterna a pianta ottagonale, coronata da una piccola cupola.

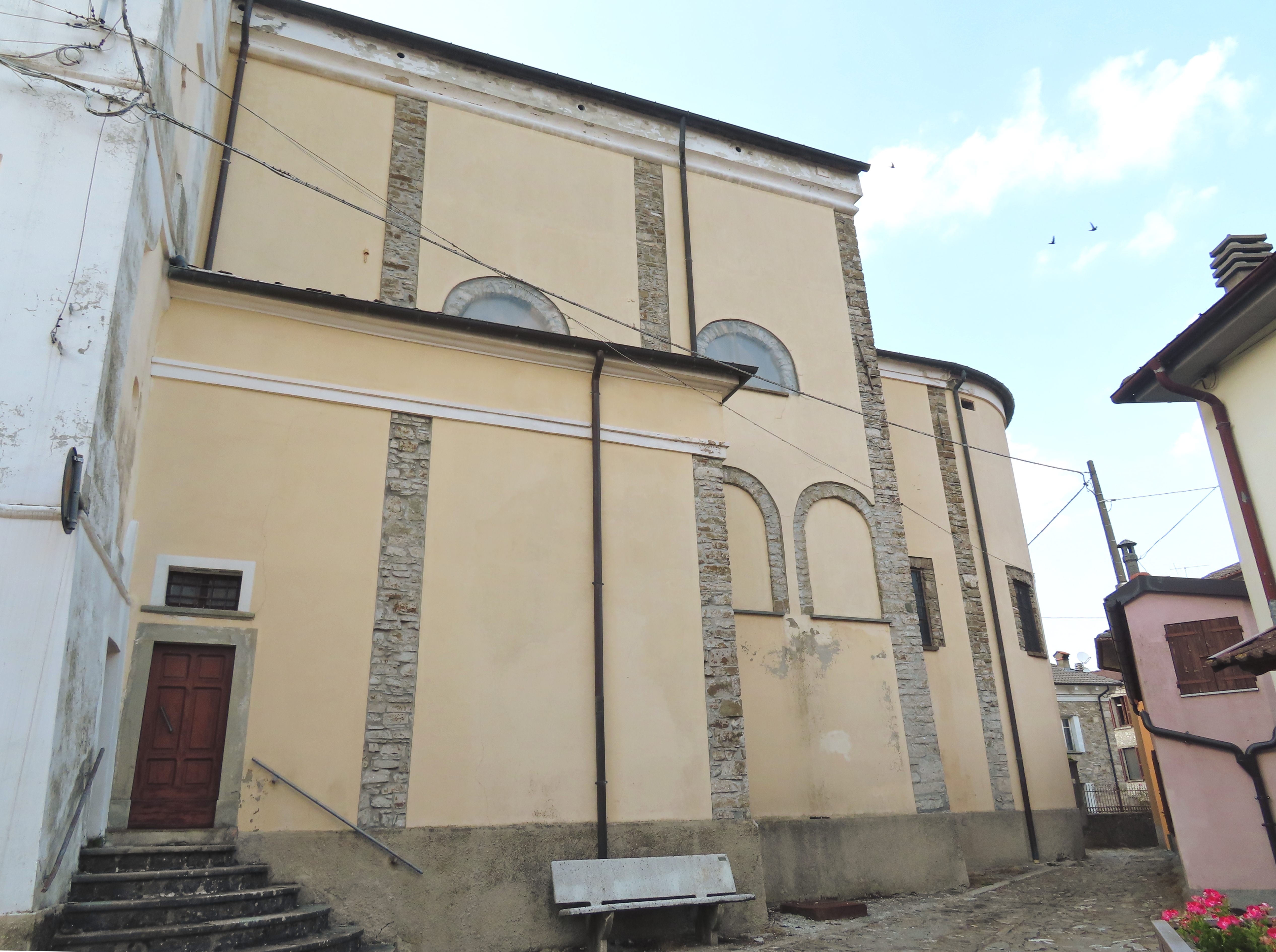
Lato sud

I fianchi sono caratterizzati dalla presenza di finestre a lunetta, delimitate da cornici in pietra; alla base del lato sinistro è inoltre collocato un monumento commemorativo intitolato alla memoria dei caduti della prima guerra mondiale.
Sul retro si allunga l'abside, scandito da lesene; nel mezzo si apre una finestra a lunetta, mentre ai fianchi si trovano due aperture rettangolari.
All'interno la navata, coperta da una volta a botte lunettata scandita in quattro campate e riccamente decorata con affreschi religiosi e floreali, è affiancata dalle ampie arcate a tutto sesto delle cappelle laterali, chiuse superiormente da volte a botte; ai lati si eleva una serie di paraste con capitelli dorici in stucco, a sostegno del cornicione perimetrale in aggetto.
Il presbiterio, lievemente sopraelevato, è preceduto dall'ampio arco trionfale a tutto sesto, retto da due pilastri contenenti due nicchie ad arco. L'ambiente, coperto da una volta a botte, ospita l'altare maggiore a mensa, sostenuto da quattro colonnine binate ai lati e ornato frontalmente con un paliotto in marmi policromi; sul fondo l'abside, illuminata da due finestroni laterali e dal rosone centrale, è coperta dal catino con spicchi a vela, di cui quello nel mezzo lunettato.
La chiesa conserva varie opere di pregio, tra cui numerose statue, un organo e alcuni arredi lignei della seconda metà del XVIII secolo.